# لوانا پیوانی
لوانا الیدیا آفونسو پیوانی (تلفظ پرتغالی:[luˈɐnɐ eˈlidʒaˈfõsu pioˈvɐni]، متولد ۲۹ اوت 1976) بازیگر برزیلی، مجری تلویزیون و مدل سابق است. پیوانی کار خود را به عنوان مدل آژانس مدل‌های فورد در سال ۱۹۹۰ آغاز کرد و یک سال بعد مدتی را در ژاپن گذراند.

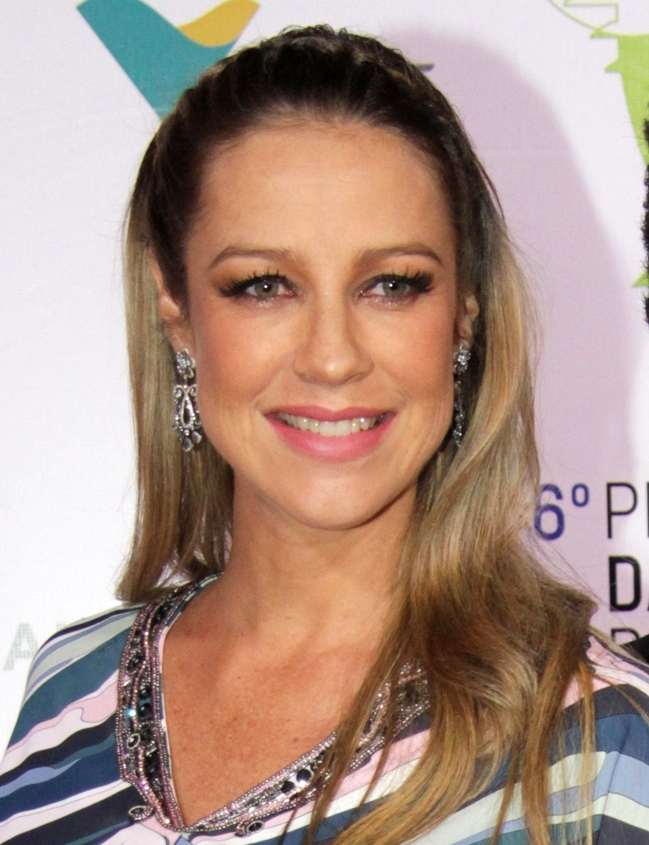

## زندگی شخصی
پیوانی با کارآفرینان خوائو پائولو دینیز، ریکاردو منصور و کریستیانو رانگل، بازیگران گیلرمه فونتس، رودریگو سانتورو، مارکوس پالمیرا، دادو دولابلا و پائولو ویلنا، مدل کاکو ریچی و تاجر فیلیپه سیمائو رابطه داشته است. در سال ۲۰۱۱ اولین فرزندش را باردار شد که حاصل رابطه او با موج سوار پدرو اسکوبی بود. دام در ۲۶ مارس ۲۰۱۲ به دنیا آمد. در ۲۶ جولای ۲۰۱۳، پیوانی در یک مراسم خصوصی در حضور ۲۷۵ مهمان با اسکوبی ازدواج کرد. او اکنون سه فرزند دارد: دام، بم و لیز.

## فیلم‌شناسی

### تلویزیون
| سال  | عنوان                     | نقش                            | یادداشت‌ها                                       |
| ---- | ------------------------- | ------------------------------ | ----------------------------------------------- |
| ۱۹۹۳ | جذابیت جنسی               | فرشتگان سوزا بورژ              |                                                 |
| ۱۹۹۴ | چهار در چهار              | دودا (ماریا ادواردا باستوس)    |                                                 |
| ۱۹۹۶ | ویرا لاتا                 | وانیا                          |                                                 |
| ۱۹۹۶ | یک کمدیای زندگی خصوصی     |                                | قسمت: "به نظر می‌رسد که امروز"                   |
| ۱۹۹۶ | فانتاسکو                  | پاترسیا                        | قسمت: "یک حرفه ای"                              |
| ۱۹۹۷ | یک کمدیای زندگی خصوصی     |                                | قسمت: "وقتی بزرگ شدی چه خواهی بود"              |
| ۱۹۹۷ | مالاção                   | پاترسیا                        |                                                 |
| ۱۹۹۸ | سی دی بایکس               | پنیلپ                          | قسمت: "کایو نینترنت این پیچ"                    |
| ۱۹۹۸ | لابرینتو                  | ویرجینیا کامارگو               |                                                 |
| ۱۹۹۹ | وینو                      | مارسیا ادواردا سرکیرا          |                                                 |
| ۱۹۹۹ | "موندو وی پی"             | خودش                           | کامیو                                           |
| ۱۹۹۹ | د آرتگن و تراس موسکوتیروس |                                | کامیو                                           |
| ۱۹۹۹ | مولر                      |                                | کامیو                                           |
| ۲۰۰۰ | شما تصمیم بگیرید          | آریانا                         | قسمت: "ا بولا دا ویز"                           |
| ۲۰۰۰ | همه چیز خوب               | خودش                           | ارائه دهنده                                     |
| ۲۰۰۲ | "کوینتو دوس جهنم"         | دومیتلا دی کاسترو کانتو و ملو  |                                                 |
| ۲۰۰۲ | اوس نورمائی               | ماینا                          | قسمت: "سردرگمی‌ها طبیعی هستند"                   |
| ۲۰۰۳ | خانه اوبژو                |                                | کامیو                                           |
| ۲۰۰۳ | سیتیو دو پیکاپو امارلو    | مورگانا                        | کامیو                                           |
| ۲۰۰۴ | مشهوریت                   | خودش                           | کامیو                                           |
| ۲۰۰۴ | کَسِتا و پَلانِتا، اورجنت!    | شخصیت‌های مختلف                 | کامیو                                           |
| ۲۰۰۴ | کاراسترای                 | اریکا لوباتو                   | آخر سال ویژه                                    |
| ۲۰۰۵ | سایا جستا                 | خودش                           | میزبان تلویزیون                                 |
| ۲۰۰۶ | هفت گناه سرمایه، پرگویسا  |                                | کامیو                                           |
| ۲۰۰۶ | لو                        | لو / لوسیان / لردس / لوسیمارا  | آخر سال ویژه                                    |
| ۲۰۰۷ | کَسِتا و پَلانِتا، اورجنت!    | خودش                           | کامیو                                           |
| ۲۰۰۸ | دکاس دی ام سیداتور        | کیت                            | قسمت: "امبرنگادا"                               |
| ۲۰۰۸ | گورا و پاز                | لورا توسکانو                   | قسمت: "ماچو و فمیا"                             |
| ۲۰۰۸ | چهرهٔ تاریخ خود            | ساندرا ساندریلی                | قسمت‌ها: "سینما نوۏیسیمو"، "او فییتیسو دا کیوکا" |
| ۲۰۰۹ | او پایی، او               | پاترسیا                        | قسمت: "پروتونو برانکو"                          |
| ۲۰۱۰ | در قالب قانون             | گابریلا گیررو                  |                                                 |
| ۲۰۱۱ | زن نامرئی                 | آماندا                         |                                                 |
| ۲۰۱۱ | سوپربونتا                 | خودش                           | میزبان تلویزیون                                 |
| ۲۰۱۲ | جنگ دو سکس                | وانیا ترابوکو                  | [ ۹ ]                                           |
| ۲۰۱۳ | رقص دو فاموسوس ۱۰         | خودش                           | نمایش واقعیت از Domingão do Faustão             |
| ۲۰۱۴ | "آمور ویرسیمو"            | آماندا                         | کامئو                                           |
| ۲۰۱۴ | دوتا هویت                 | ویرا مولر                      | [ ۱۲ ]                                          |
| ۲۰۱۴ | یک خانواده بزرگ           | لردینها                        | کامئو                                           |
| ۲۰۱۶ | وای کو Cola               | ماریا آکسلیادورا (دافن مانسور) | قسمت: «ماهر مد هفته»                            |
| ۲۰۱۸ | لوانا ای دی لوانا         | خودش                           | میزبان تلویزیون                                 |
| ۲۰۲۲ | سانگئو اوکلتو             | واندا کورت ریال                |                                                 |

### فیلم
| سال  | عنوان                                 | نقش              |
| ---- | ------------------------------------- | ---------------- |
| ۱۹۹۵ | سوپر کلوسوس: یک Gincana da TV Colosso | آلیس             |
| ۲۰۰۳ | مردی که کپی کرد                       | تفنگداران دریایی |
| ۲۰۰۵ | عروسی رومئو و ژولیت                   | جولیتا           |
| ۲۰۰۶ | زوزو فرشته                            | الکه ماراویله    |
| ۲۰۰۶ | مشکلات شما تمام شده است               |                  |
| ۲۰۰۹ | مولهر اینویزیول                       | آماندا           |
| ۲۰۱۱ | من از اورکات متنفرم                   |                  |
| ۲۰۱۱ | خانواده همه چیز را می‌فروشد            | جنیفر            |
| ۲۰۱۲ | آگامنون: فیلم                         | ایزاورا          |
| ۲۰۱۲ | اینسونیا                              |                  |
| ۲۰۱۴ | نویت دا ویرادا                        | رزا              |
| ۲۰۱۵ | برو کو کولا                           | خودش             |